# Wolfgang Müller-Funk

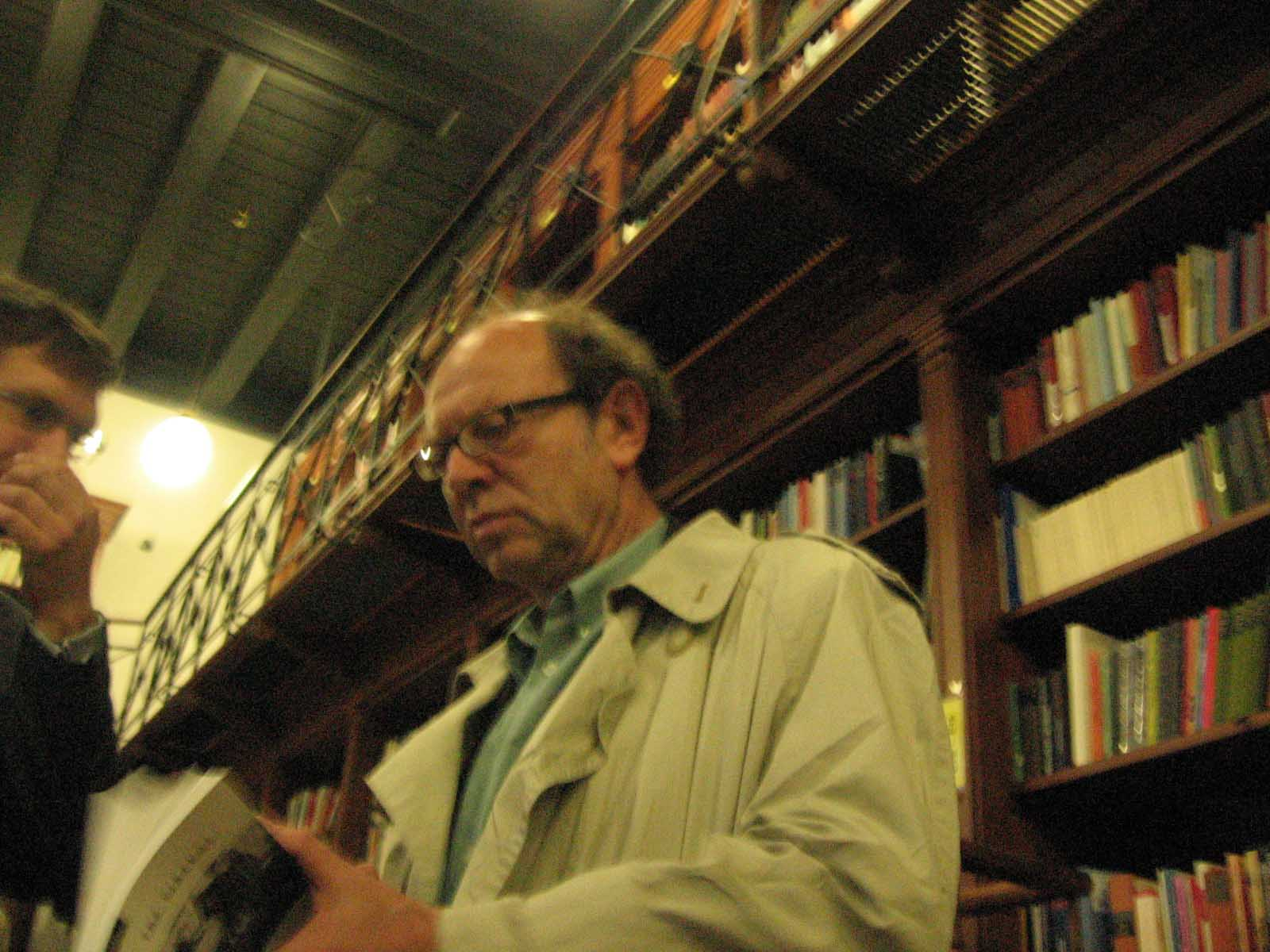
Wolfgang Müller-Funk 2008

Wolfgang Müller-Funk (* 14. Dezember 1952 in Bremen) ist ein österreichischer Literatur- und Kulturwissenschaftler.

## Leben
Müller-Funk wuchs in München, Wien und Ulm auf.
Von 1971 bis 1977 studierte er Germanistik, Geschichte und Philosophie an der Universität München. 1977 machte er seinen Magister.
Von 1983 bis 1990 war Müller-Funk Lehrbeauftragter an der Universität München. Von 1993 bis 1998 war er Universitäts-Dozent an den Universitäten in Wien und Klagenfurt. 1999 wurde er zum Professor für German Cultural Studies an der Universität Birmingham berufen. 2009 wurde Müller-Funk Professor für Kulturwissenschaften am Institut für Europäische und Vergleichende Sprachwissenschaften der Universität Wien, seit 2019 ist er Fellow am Institut für die Wissenschaften vom Menschen in Wien.
Seit 1978 ist Wolfgang Müller-Funk mit der Künstlerin Sabine Müller-Funk verheiratet. Das Ehepaar hat zwei Töchter. Er ist der Bruder von Ulrich Müller-Funk.

## Kakanien Revisited
Kakanien Revisited ist ein 2001 gegründetes Weblogforum für interdisziplinäre Forschung im Bereich Mittel- und Osteuropas, das vom österreichischen Bundesministerium für Wissenschaft und Forschung (BM.W_F) und der Universität Wien gefördert wird. Müller-Funk veröffentlichte mehrere Beiträge auf der Plattform, die den Austausch von Wissenschaftlern und Wissenschaftlerinnen aus Mittelost- und Südeuropa erleichtern soll. Mittlerweile ist die Plattform weitgehend inaktiv, jedoch sind alle Forschungsbeiträge dank des Open-Access-Prinzips der Plattform frei abrufbar.

## Auszeichnungen
- 2005: Niederösterreichische Landesausstellungsmedaille
- 2013: Ehrenkreuz für Wissenschaft und Kunst[3]

## Werke
- Literatur als geschichtliches Argument. Zur ästhetischen Konzeption und Geschichtsverarbeitung in Lion Feuchtwangers Romantrilogie >Der Wartesaal<. Diss., Frankfurt / Main: Lang 1981.
- Die Rückkehr der Bilder. Beiträge zu einer „romantischen Ökologie“. Wien – Köln – Graz: Böhlau 1988.
- Joseph Roth. Monographie. München: C.H. Beck 1989.
- Die Enttäuschungen der Vernunft. Von der Romantik zur Postmoderne. Wien: ÖBV / Deuticke 1990.
- Erfahrung und Experiment. Studien zu Theorie und Geschichte des Essayismus. (Habil. – Schrift), Berlin: Akademie 1995.
- Der Intellektuelle als Souverän. Wien: ÖBV / Deuticke 1995.
- Junos Pfau. Texte zur historischen Anthropologie der Medien. Wien: Wiener Universitätsverlag 1999.
- Die Farbe Blau. Beiträge zu einer Epistemologie des Romantischen. Wien: Turia & Kant 2000.
- The Architecture of Modern Culture: Towards a Narrative Cultural Theory (Culture & Conflict). Berlin: De Gruyter, 2002, ISBN 978-3-11-028288-7
- Kulturtheorie. Eine Einführung. Tübingen: Francke/UTB (UTB 2828) 2006, 2., erweiterte und bearbeitete Auflage 2010.
- Die Kultur und ihre Narrative. Eine methodologische Einführung. Wien – New York: Springer 2002, 2007.
- Komplex Österreich. Fragmente zu einer Geschichte der modernen österreichischen Literatur. Wien: Sonderzahl, 2009, ISBN 978-3-85449-321-1
- Da sein. Gedichte. Weitra: Verlag Bibliothek der Provinz, 2014, ISBN 978-3-99028-320-2
- Jenseits von Resignation und Nostalgie: Kommentare und Essays. Wien: Sonderzahl, 2014, ISBN 978-3-85449-422-5
- Theorien des Fremden. Francke/UTB (UTB 4569): 2016, ISBN 978-3-8252-4569-6
- Wunschbilder. Neun Zyklen. Weitra: Verlag Bibliothek der Provinz, 2017, ISBN 978-3-99028-636-4
- Die Kunst des Zweifelns. Einträge zur Philosophie in ungefügen Zeiten. Wien: Sonderzahl, 2021, ISBN 978-3-85449-569-7
- 7 Anfänge zu einem Roman. Aus dem nachgelassenen Totenbuch des Adolf Hackenberg. Weitra: Verlag Bibliothek der Provinz, 2021, ISBN 978-3-99126-008-0
- Crudelitas. Zwölf Kapitel einer Diskursgeschichte der Grausamkeit. Berlin: Matthes & Seitz, 2022, ISBN 978-3-7518-0335-9.